# Barnhart
Barnhart é uma Região censo-designada localizada no estado americano de Missouri, no Condado de Jefferson.

## Demografia
Segundo o censo americano de 2000, a sua população era de 6108 habitantes.

## Geografia
De acordo com o United States Census Bureau tem uma área de 
13,7 km², dos quais 13,3 km² cobertos por terra e 0,4 km² cobertos por água.

## Localidades na vizinhança
O diagrama seguinte representa as localidades num raio de 12 km ao redor de Barnhart. 